# Prague InterBank Offered Rate
Prague InterBank Offered Rate (zkráceně PRIBOR) je indikace průměrné sazby, za kterou jsou banky ochotny nabídnout na mezibankovním trhu peníze (likviditu) a ve výsledku tedy odráží hodnotu peněz na trhu.
PRIBOR patří do rodiny tzv. IBORů (InterBank Offered Rates), mezi které patří např. LIBOR v Londýně či EURIBOR v kontinentální Evropě. Jako takový podléhá Nařízení Evropského parlamentu a Rady (EU) 2019/1011, které bývá často označováno jako BMR a které vstoupilo v účinnost k 1. lednu 2018.

## Historie sazby
Sazba PRIBOR vznikla v Československu v roce 1992 a byla modelována po vzoru obdobných referenčních sazeb, z nichž některé existují již od 80. let 20. století. Z počátku se stanovovala jak sazba PRIBOR tak i sazba PRIBID, která se však přestala stanovovat od 1. července 2015.
O vznik sazby PRIBOR se zasloužila Státní banka československá (SBČS), která začala sbírat od referenčních bank jejich kotace a z nich stanovovat samotnou sazbu. Po rozpadu Československa se SBČS rozdělila a její roli při výpočtu sazby převzala nově vzniklá Česká národní banka (ČNB). V této době se příspěvky bank sbíraly prostřednictvím faxu, případně telefonu. V dnešní době se pro sbírání dat používá internetové spojení a samotný výpočet provádí automatický kalkulační systém.
ČNB prováděla výpočet sazby až do doby, než funkci kalkulačního agenta (kalkulační agent je instituce, která sbírá data, provádí výpočet a zveřejňuje výslednou sazbu) předala ve druhé polovině 90. let společnosti Telerate, kterou v roce 2005 koupila společnost Reuters, která se dále starala o výpočet sazby. ČNB však stále zůstávala administrátorem PRIBORU a to až do doby, kdy tuto funkci předala Financial Markets Association Czech Republic (Czech Forex Club) a to někdy kolem roku 2000. V polovině roku 2017 převzala PRIBOR společnost CFBF, která je od té doby jak administrátorem, tak i kalkulačním agentem.
Administrátorem PRIBORu společnost CFBF (Czech Financial Benchmark Facility, s.r.o.), se sídlem v Praze, založená podle českého práva, které The Financial Markets Association of the Czech Republic (Czech Forex Club) předal administraci PRIBORu. Společnost CFBF získala 11. prosince 2018 povolení pro činnost administrátora podle Nařízení Evropského parlamentu a Rady (EU) 2019/1011 (BMR), které vstoupilo v účinnost 1. ledna 2018. PRBOR se tak stal jednou z prvních referenčních úrokových sazeb, která splňuje všechny regulatorní nároky kladené evropskou regulací BMR.
Sazba PRIBOR se stanovuje denně a dosud byla publikována každý pracovní den s jedinou výjimkou srpna 2002, kdy kvůli masivním povodním, které zachvátily Česko, nebyla sazba stanovena ve dnech 13. a 14. srpna.

## Definice a proces stanovení sazby
PRIBOR je v současnosti definován jako průměrná úroková sazba, za kterou jsou panelové banky ochotny půjčit nezajištěnou likviditu na českém mezibankovním trhu. Stanovuje se každý pracovní den v 11:00 hod místního času podle pravidel, která jsou přesně stanovena v tzv, kodexu chování (Code of Conduct) a veřejně dostupná na stránkách administrátora. Podklady pro samotné stanovení sazby jsou každý den dodávány administrátorovi bankami, které jsou součástí tzv. panelu (panel je název pro uskupení bank, které naplnily požadavky stanovené evropskou regulací a administrátorem, a jsou tak oprávněny přispívat k výpočtu sazby PRIBOR). Tyto informace zahrnují především ceny vlastních mezibankovních půjček provedených panelovou bankou, a pokud tyto nebyly uskutečněny, jedná se o odborný odhad těchto cen při použití odborné péče a znalosti trhu. Data, použitá ke stanovení sazby, procházejí několika stupni kontrol předepsaných evropskou regulací, které probíhají jak u přispívajících bank tak i u samotného administrátora.
V současné době k výpočtu sazby PRIBOR přispívá šest bank, kterými jsou: Česká spořitelna, a.s., Československá obchodní banka, a.s., Expobank CZ, Komerční banka a.s., Raiffeisenbank, a.s. a UniCredit Bank Czech Republic and Slovakia, a.s.

## Použití sazby
PRIBOR poskytuje informace o aktuální hodnotě peněz na trhu, což je důležité jak pro finanční a nefinanční firmy, tak i pro stát, centrální banku a pro občany. PRIBOR je důležitým orientačním bodem pro všechny, kteří chtějí investovat, stejně tak jako pro ty, kteří uvažují o půjčce. Je používán v celé řadě finančních instrumentů, mezi které patří např. standardní derivátové produkty jako FRA či Interest Rate Swaps.
PRIBOR se často používá jako referenční úroková sazba (floating rate) u některých úvěrů, které jsou buď úplně, a nebo z části na sazbu PRIBOR vázané a odvíjí se od ní (úroková sazba se například každý měsíc/tři měsíce/rok mění podle vývoje sazby PRIBOR).

## Pochybnosti o korektnosti výše sazby
HN ze dne 24. 3. 2015 přinesly informaci, že nejde o sazbu tržní ani o sazbu skutečných úrokových sazeb, ale o sazbu fiktivní, která proto nekopíruje vývoj trhů. Existuje dokonce podezření, že tzv. referenční banky se sazbou manipulují, aby neklesla na hodnotu blízkou nule a bankám tak výrazně nepoklesly výnosy z úvěrů, jejichž sazba je na PRIBOR navázaná. V praxi proces stanovování mezibankovní sazby vypadá tak, že šest bank (Česká spořitelna, ČSOB, KB, UniCredit Bank, Raiffeisenbank a Expobank) pošle každý den svůj odhad agentuře Reuters. Ta z čísel spočítá průměr. Právě tato hodnota pak tvoří pohyblivou část celkového úroku typického firemního úvěru či nefixované hypotéky – a to u všech bank na českém trhu. Dnešní praxi ministerstvo financí kritizuje, nemá však příliš možností, jak zasáhnout. Problém se sazbou PRIBOR, od jejíž výše se odvíjejí splátky úvěrů v hodnotě stovek miliard korun, spočívá v tom, že si ji banky stanovují samy a nikdo je účinně nekontroluje. Od tvorby sazby se podle deníku HN distancovala Česká spořitelna a následně Česká národní banka.  Následně ČNB vydala Úřední sdělení ČESKÉ NÁRODNÍ BANKY č. 3/2015 ze dne 1. dubna 2015 o vydání páté verze Pravidel pro referenční banky a výpočet (fixing) referenčních úrokových sazeb PRIBOR, kde od 1. 7. 2015 přenesla větší díl odpovědnosti na samotné banky, nicméně stále tuto sazbu sama zveřejňuje na svých stránkách jako oficiální a mezibankovní a dále určuje, že kalkulantem je pověřená organizace soukromým sdružením The Financial Markets Association of the Czech Republic (A.C.I.) a kotace není odvozena jen od oznámení od uskutečněných obchodech ale i odhadu bez toho, že by stanovala nějakou nezávislou kontrolu takového oznámení nebo odhadu. Banky ani nejsou povinny sdělovat, co je průměr ze skutečných obchodů a co pouhý odhad a jak byl stanoven. Nadále je také možné dodaná čísla referenčních bank bez vysvětlení a publicity měnit.. Navíc bez ohledu na textaci sdělení ČNB způsob výpočtu hodnot referenčních sazeb PRIBOR dle pravidel může měnit Czech Forex Club po konzultaci s Českou národní bankou, referenčními bankami a kalkulačním agentem. Podle článku navíc poklesl seznam referenčních bank na polovinu z důvodu skandálu při stanovování LIBORu. ČNB sdělila ohledně PRIBORu, že o objektivnosti takového postupu se centrální banka bavit nechce. „Tyto sazby nejsou produktem České národní banky, proto nevidíme důvod k jejich komentování“.
Ministerstvo financí podle agentury REUTERS požádalo dne 10. dubna 2015 Českou národní banku o vyšetření možné manipulace s pražskou mezibankovní sazbou PRIBOR. Informovala o tom agentura Reuters s odvoláním na dopis, který ministerstvo bance poslalo.  Náměstek ministra financí Martin Pros podle Reuters v dopise adresovaném guvernérovi ČNB Miroslavu Singerovi hovoří o znepokojivých zprávách ohledně sazby PRIBOR, z nichž nejzávažnější prý zahrnuje rovněž obavy z manipulace.
Raiffeisenbank potvrdila, že byla na odchodu ze skupiny 6 bank pro výpočet sazby PRIBOR. Před krizí ke tvorbě sazby přispívalo 12 finančních ústavů.

## Evropská regulace
Nařízení Evropského parlamentu a Rady (EU) 2019/1011 , obvykle označováno jako BMR, má za cíl učinit finanční referenční sazby více transparentními a robustními a zároveň sjednotit pravidla, kterým mají referenční sazby v Evropské unii podléhat. Tato regulace má mimo jiné zamezit možnosti případné manipulace se sazbami (která byla ústředním tématem skandálu ohledně londýnského LIBORu) a měla by zajistit, že výše sazby bude odpovídat skutečným tržním podmínkám.
Podle této regulace je na území EU povoleno používání pouze těch referenčních úrokových sazeb, které jsou poskytovány schváleným administrátorem podle BMR. Referenční úroková hodnota, která nebude splňovat tuto podmínku nejpozději k 31. prosinci 2019, tak nebude moci být používána institucemi dohlíženými na území EU.
PRIBOR jako jedna z prvních referenčních úrokových sazeb v Evropské unii splňuje podmínky kladené regulací a je spravována administrátorem autorizovaným podle BMR.